# 森次晃嗣
森次 晃嗣（もりつぐ こうじ、1943年3月15日 - ）は、日本の俳優。旧芸名、森次 浩司（読み同じ）。本名、森次 浩三（もりつぐ こうぞう）。
北海道滝川市出身。滝川商業高等学校（現・北海道滝川西高等学校）卒業。オスカープロモーション所属。

## 来歴

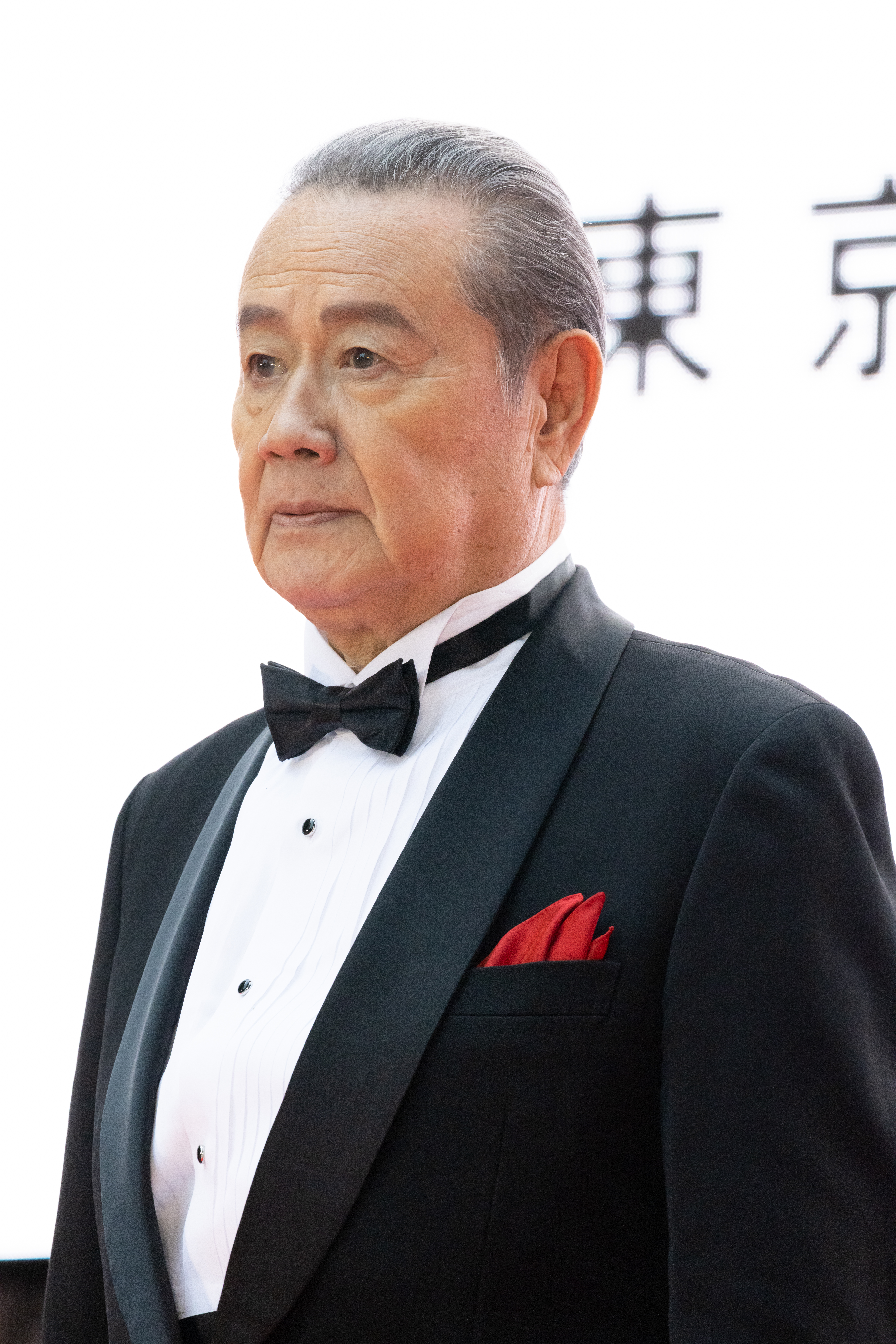
2022年10月、第35回東京国際映画祭にて

滝川市の土木建設業のまとめ役で元滝川町議会議員の父の次男として生まれる。
1961年、高校卒業後に上京。様々なアルバイトやモデル活動をしながら俳優を目指し、1965年のテレビドラマ『青春をぶっつけろ』でデビュー。
1967年には、円谷プロ制作『ウルトラセブン』の主役オーディションに50名の中から選ばれ、モロボシ・ダン役を演じて年少ファンの人気を得た。その後、現代劇から時代劇まで、テレビ作品、映画などに幅広く出演。
1969年、松竹と専属契約を結び、井上梅次監督の『夕陽の恋人』で本格的に映画デビュー。1972年にフリーとなり、増村保造監督『音楽』（ATG）に助演。1976年には、日活労働組合が制作した岡本孝二監督『新・どぶ川学級』に、貧しい子どもたちに無償で勉強を教える先生役で主演を務めた。
テレビドラマでは、1971年にボウリングブームのさなかで制作された『美しきチャレンジャー』において、新藤恵美が演じた主人公のコーチ役で出演。この作品をきっかけにボウリングの腕が上達し、『スター対抗ボウリング大会』で最優秀個人賞を獲得したという。1974年には円谷プロからの出演依頼を受け、『ウルトラマンレオ』で再びダン役でレギュラー出演。1981年、大川橋蔵主演の長寿ドラマ『銭形平次』では、平次の上司である同心・矢吹圭一郎役を演じ、2年間レギュラー出演した。そのほか、NHK大河ドラマにも、『天と地と』（1969年）の北条氏政役、『太平記』（1991年）の細川顕氏など複数の作品に出演している。
2004年には、東映の平成仮面ライダーシリーズ『仮面ライダー剣』で悪役・天王路博史役で出演。特撮ドラマではダンのイメージが強かったが、「また全然違った役を演じるのもいいかな」と思い、出演を承諾したという。
当初、芸名は森次 浩司（もりつぐ こうじ）だったが、当時自宅が近所同士でもあり、占いに凝っていた萬屋錦之介・淡路恵子夫妻の勧めで1973年に今の芸名に改めた。
俳優業の傍ら、1987年から神奈川県藤沢市鵠沼海岸でカフェレストラン「JOLI CHAPEAU」 （ジョリー・シャポー、#外部リンクを参照）を経営しており、在店時には自らシェフとしてハヤシライスを調理している。店内ではウルトラアイなどウルトラセブングッズの販売、定期イベントとしてジャズ・シャンソンのライブ、ウルトラ関連のファンミーティングなども行われている。
現在はオスカープロモーションに所属。1997年9月、神奈川県に個人事務所「森次晃嗣事務所」を設立し、タレント業と並行してウルトラ関連グッズの製造販売やイベントの開催運営なども手掛けている。円谷プロとの業務提携により、ヒーローショー、アトラクションやウルトラ関連イベントの開催運営事業に参入。2002年4月、業務拡大に伴いイベント事業部を「有限会社 森次エンターテインメント」と改称し、森次晃嗣事務所関連企業として独立している。

## 人物・エピソード
- 3人兄妹の次男で兄と妹がいる[5]。
- 特技は、絵画、陶芸、テニス[1]。
- 上京当初はファッションデザイナーを目指すも、定住所も保証人もなかったため雇ってもらえず、ジャズ喫茶に住み込みで働いていた[6]。この店の客だった新劇の関係者と接したことで俳優という職業の存在を意識したといい、『ウルトラマン』などに出演した黒部進や二瓶正也ともこの店の客として知り合っていた[6]。
- 1990年代初頭のバラエティー番組『ウッチャンナンチャンのやるならやらねば!』（フジテレビ）の番組内コント劇「ウチムラセブン（ウルトラセブンのパロディー）」でオカマのキリカブ隊長役で出演。それまでのイメージと異なるコミカルな演技を披露した。自著によれば本人も楽しんで演じていたらしく、同番組が不幸な事件（ゲスト出演者が収録中に事故死）で打ち切りになってしまったことを惜しんでいる[18]。
- 1966年にシャンソン歌手の金子江見と結婚し、三女をもうけた[4]。

### ウルトラシリーズ関連
- 『ウルトラQ』や『ウルトラマン』の出演者は東宝の俳優が中心だったが、『セブン』では適当な人材が選出されなかった。そこで、森次の噂を聞き国際放映での『天下の青年』の撮影を見学した新野悟（円谷プロダクション演技課）によって、モロボシ・ダン役の候補に選ばれた[19]。
- 第17話「地底GO!GO!GO!」にてダンの元になった薩摩次郎を一人二役で演じた時は、ダンより次郎に入れ込んで演技したと後年のインタビューで明かしている[20]。
- 特撮については『セブン』でやりきった思いがあり、『帰ってきたウルトラマン』へのダンとしての出演は邪道ではないかと感じていたが、ファンの要望があったからどの年代でもダンを演じてきたと述べている[6]。若いころはダンのイメージを払拭するため様々な役柄に挑戦したが、次第に自身の中でダンが息づいていることを感じるようになり、自然と受け入れられるようになったという[2]。一方で、ダンであることは自身を律する枷にもなったと述べている[2]。
- 『ウルトラマンレオ』企画当初、MAC隊長は地球人・川上鉄太郎であり、おおとりゲンの正体＝レオを知った川上がゲンを鍛え、協力するという設定があり、製作側の予定では川上役には森次を起用するはずだった。しかし、森次はウルトラシリーズでダン以外の役を演じることに異を唱えて出演を逡巡したため、制作側は隊長をダンに変更し再度オファーを行った[19][6]。森次は「自分のワガママのせいでレオを弱く見せてしまったのかもしれない」と述べたこともある[21]。また、第40話でダンは退場するが、森次はこれが最終回と思いその後も続くことを知らず、ダンとして中途半端に終わってしまったことに忸怩たる思いだったとしている[19]。週刊プレイボーイのインタビューで「レオ時代の話はあまりしたくない」と発言していたが[22]、2000年代後半には自著やインタビューなどで「ダン隊長はレオ＝ゲンに厳しかったが、同時に愛情をもって鍛えていたことも見て欲しい」と語っており[21]、より肯定的なコメントが増えている。それとともに「真夏竜（ゲン役）は本当によく付いて来てくれた」と当時を振り返っており、今でも親交は深いという[21]。
- ダン役を演じて以降、子供たちの夢やイメージを壊さないようにゴールデンタイムなど子供の視聴が予想される時間帯での悪役は避けるようにしていた[23]。
- 作品観として『セブン』は『ウルトラQ』や『ウルトラマン』とは独立した作品であるという考えを持っており、セブンの息子のウルトラマンゼロについても完全に認知はしていないと冗談交じりに述べている[6]。
- 平成ウルトラセブン関連のインタビューでは、自身の手で『セブン』を映画版としてリメイクし、ファンへのメッセージとしてダンの最後を描きたいと述べていた[24][19]。

## 出演

### テレビドラマ
- 青春をぶっつけろ!（1965年、TBS）
- 天下の青年（1967年、CX）
- ウルトラシリーズ

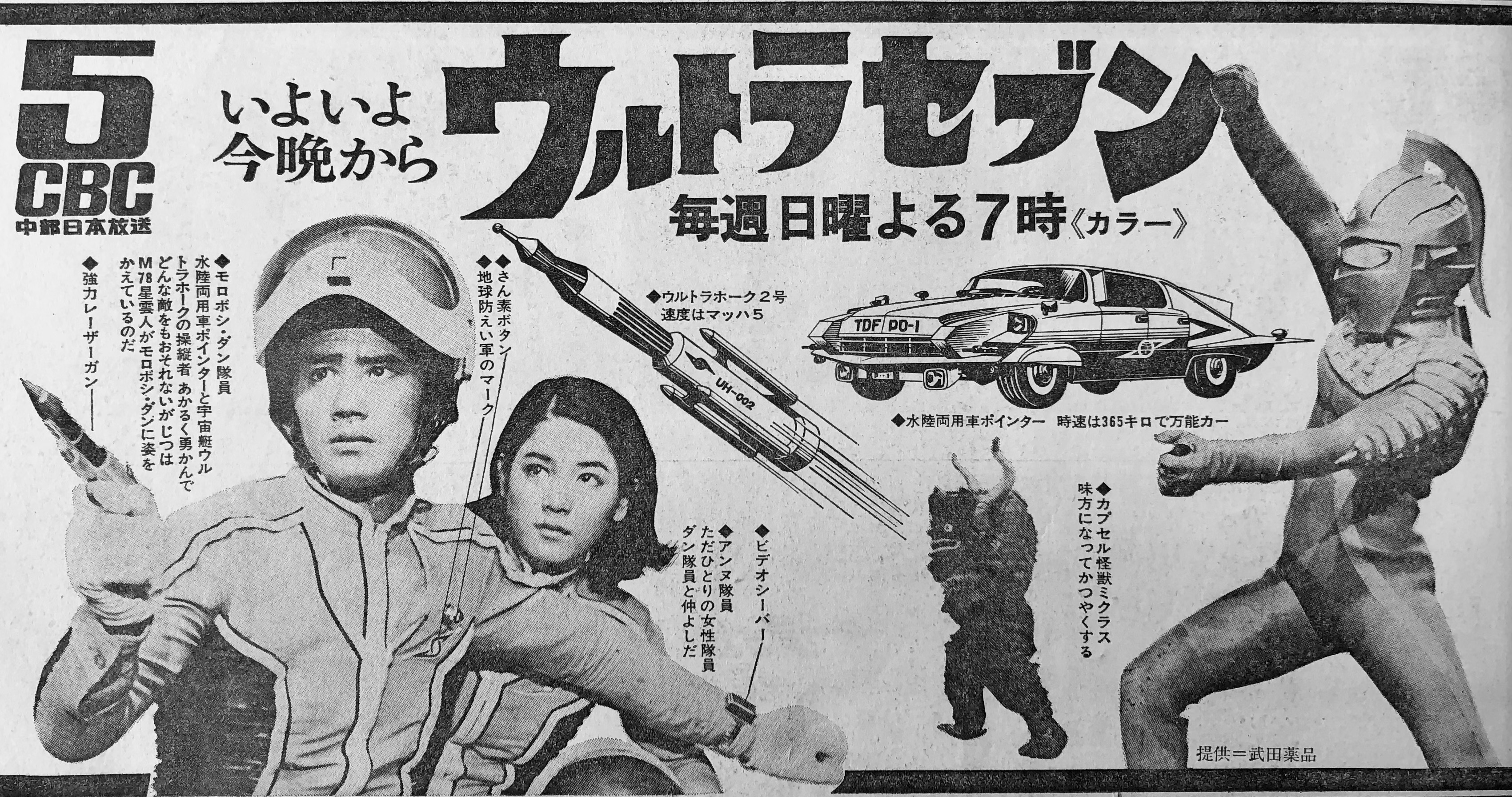
放映開始日（1967年10月1日）に中日新聞朝刊に掲載された『ウルトラセブン』の広告

  - ウルトラセブン（1967年 - 1968年、TBS）
    - 第1話「姿なき挑戦者」 - 第49話「史上最大の侵略（後編）」 - 主演・ダン
    - 第17話「地底GO! GO! GO!」 - 薩摩次郎

  - 帰ってきたウルトラマン 第38話「ウルトラの星光る時」（1971年） - モロボシ・ダン
  - ウルトラマンタロウ 第33話「ウルトラの国 大爆発5秒前!」、第34話「ウルトラ6兄弟 最後の日!」（1973年） - モロボシ・ダン
  - ウルトラマンレオ 第1話「セブンが死ぬ時! 東京は沈没する!」 - 第40話「恐怖の円盤生物シリーズ! MAC全滅! 円盤は生物だった!」（1974年 - 1975年、TBS） - モロボシ・ダン隊長
  - ウルトラセブン 太陽エネルギー作戦（1994年、NTV） - ウルトラセブンの声、ナレーター
  - ウルトラセブン 地球星人の大地（1994年、NTV） - モロボシ・ダン
  - ウルトラマンマックス 第19話「扉より来たる者」（2005年、CBC） - オザキタケル博士
  - ウルトラマンメビウス 第46話「不死身のグローザム」、第50話「心からの言葉」（2007年、CBC） - モロボシ・ダン
  - ULTRASEVEN X Episode12「NEW WORLD」（2007年、CBC）- モロボシ・ダン
  - 新ウルトラマン列伝 第1話「特別総集編 光との出会い」（2013年、TX） - ウルトラセブンの声
  - ウルトラマンジード 第1話「秘密基地へようこそ」（2017年、TX） - ウルトラセブンの声
- 戦え!マイティジャック 第12話「マイティ号を取り返せ!（前編）」、第13話「マイティ号を取り返せ!（後編）」（1968年、CX） - 弾超七
- 丸太と包丁（1968年、CX）
- きんきらきん（1969年、TBS）
- 大河ドラマ（NHK)
  - 天と地と（1969年） - 北条氏政
  - 花神（1977年） - 寺島秋助
  - 草燃える（1979年） - 畠山重忠
  - 徳川家康（1983年） - 戸田宣光
  - 太平記（1991年） - 細川顕氏
- 愛の劇場
  - 三百六十五夜（1969年、TBS）
  - 聞かせてよ愛の言葉を（2005年、TBS） - 相原昭三
- 用心棒シリーズ 俺は用心棒 第17話「夏の夜と朝に」（1969年、NET） - 高木平馬
- 青空にとび出せ! 第24話「ヒットラー、お前は誰だ?!」（1969年、TBS）
- ある美人の一生（1969年 - 1970年、CX）
- 白頭巾参上（1969年 - 1970年、ABC）
- 若い恋人たち（1969年 - 1970年、CX）
- ヤングアクション プロフェッショナル（1970年、TBS） - 土井敏夫
- 青春太閤記 いまにみておれ!（1970年、NTV） - 前田犬千代
- 美しきチャレンジャー（1971年、TBS） - 高峰明久
- 千葉周作 剣道まっしぐら 第10話「一殺多生の剣とは・・・・・？」（1971年、TBS）- 狼之助
- 恋愛術入門 第18話「ラブ・コーチ」（1971年2月21日、TBS） - 菅原
- 天下御免（1971年、NHK）
- 水戸黄門（TBS）
  - 第2部 第17話「縄張荒らし -新潟-」（1971年） - 新助
  - 第4部 第24話「牢破り -石巻-」（1973年） - 奥村喜一郎
  - 第5部 第23話「野望の代償 -唐津-」（1974年） - 坂井光太郎
  - 第6部（1975年）
    - 第16話「讃岐うどんは恋の味 -高松-」 - 清次郎 ※欠番
    - 第23話「あっぱれ武士道 -尾張-」 - 片貝次郎太

  - 第7部（1976年）
    - 第6話「武士道無明 -盛岡-」 - 北沢兵馬
    - 第27話「真実に命をかけて -松本-」 - 半井総一郎

  - 第8部 第26話「うぐいす春風剣 -中津-」（1978年） - 内山平八郎
  - 第9部（1978年）
    - 第6話「恐怖の標的 -一ノ関-」 - 栄次
    - 第17話「越前めおと奉書 -福井-」 - 宗吉

  - 第11部（1980年）
    - 第7話「うっかり八兵衛お殿様 -本荘-」 - 田宮喜次郎
    - 第20話「出世を願った嫁いびり -行田-」 - 堀江市之丞

  - 第12部 第20話「悲願叶えた糸車 -峰山-」（1982年） - 佐吉
  - 第13部（1983年）
    - 第19話「萩焼き頑固くらべ -萩-」 - 鶴吉
    - 第25話「消えた黄門様 -延岡-」 - 猪之吉

  - 第14部
    - 第7話「無法裁いた孤独の十手 -花巻-」（1983年） - 文治
    - 第32話「灘の庄助なぜ酔っぱらう -灘-」（1984年） - 房吉

  - 第15部（1985年）
    - 第5話「闇を斬る! 怪傑白頭巾 -宇和島-」 - 清吉
    - 第20話「謎が渦巻く陰謀の宿 -米子-」 - 田坂和之進

  - 第16部（1986年）
    - 第6話「敵と呼ばれた助三郎 -島田-」 - 下山助三郎
    - 第27話「陰謀暴いた男の友情 -久保田-」 - 小野塚八郎

  - 第17部 第25話「狙われた二人の黄門様 -大坂-」、第26話「旅の終わりの波瀾万丈 -大坂・江戸-」（1988年） - 小宮圭之介
  - 第18部 第6話「めざす敵は領主様 -佐野-」（1988年） - 堀田正高
  - 第19部 第19話「人情娘馬子唄 -郡上八幡-」（1990年） - 良英
  - 第20部 第6話「夢を叶えた夫婦花火 -吉田-」（1990年） - 新吉
  - 第21部（1992年）
    - 第5話「恩讐越えた恋人形 -三次-」 - 早坂清次郎
    - 第29話「狙われた御用金 -高崎-」 - 妹尾真之助

  - 第25部 第19話「大内塗り情けの仇討ち -山口-」（1997年） - 弥平
  - 第28部 第14話「忍者が狙った御老公 -名張-」（2000年） - 赤目屋五兵衛
  - 第32部 第6話「肝っ玉女将と意地比べ -高山-」（2003年） - 町奉行・権堂瀬左衛門
  - 第33部 第12話「京娘が秘めた謎! -萩-」（2004年） - 古畑左衛門
  - 第34部 第17話「人間将棋に待ったなし -天童-」（2005年） - 坂部儀右衛門
  - 第38部 第21話「父帰る! ここは下田の湊町 -下田-」（2008年） - 黒松屋忠兵衛
  - 第42部 第13話「美人絵師が描いた復讐 -鳥取-」（2011年） - 村野勘右衛門
- 大江戸捜査網（12ch→TX）
  - 第17話「斬り込み大作戦」（1971年） - 左文字与平
  - 第108話「裁くのは俺だ」（1973年） - 新太
  - 第171話「対決 非情の十手」（1974年） - 榊原栄助
  - 第203話「無残!! 父と娘の詩」（1975年） - 弥七
  - 第270話「王将に秘めた疑惑」（1976年） - 佐倉大雪
  - 第285話「夜桜は死の誘い」（1977年） - 尾形玄十郎
  - 第324話「人質救出の罠」（1978年） - 高岡大次郎
  - 第346話「無差別殺人の陰謀」（1978年） - 菊次
  - 第409話「さらば音次郎」（1979年） - 夢幻（旧名・葛城左門）
  - 第468話「木枯らしに耐えて待つ女」（1980年） - 正木
  - 第477話「美人絵に秘めた女地獄の謎」（1981年） - 高岡春永
  - 第638話「泣き笑い清次郎隠し子騒動」（1984年） - 笹島伊織
- 軍兵衛目安箱 第1話「江戸一番の朝」（1971年、NET） - 庄吉
- 青春をつっ走れ（1972年、CX） - 児玉竜一
- 木下恵介アワー / 幸福相談（1972年、TBS） - 北見八郎
- 鉄道100年 大いなる旅路 / 名もなき花も（1972年、NTV） - 主演
- シークレット部隊（1972年、TBS）
  - 第9話「死刑台の未亡人たち」 - 池辺
  - 第24話「恋の泥棒作戦」 - 梶本
- 紫頭巾 第19話「殴り込み女仁義」（1972年、12ch） - 佐吉
- 世なおし奉行 第19話「黒い街道」（1972年、NET） - 源次
- 大岡越前（TBS）
  - 第3部 第28話「右の腕」（1972年） - 弥之吉
  - 第4部 第2話「仕掛けられた罠」（1974年） - 清助
  - 第6部（1982年）
    - 第7話「勇気ある証言」 - 勇作
    - 第30話「十手を嵩の悪い奴」 - 佐吉

  - 第9部 第19話「義賊つむじ風の仇討ち」（1986年） - 清次 / つむじ風
- 荒野の素浪人（NET）
  - 第1シリーズ 第55話「襲撃 国境の狼火」（1973年） - 神崎東馬
  - 第2シリーズ 第19話「地獄の使者」（1974年） - 新藤三郎太
- 特別機動捜査隊 第583話「初笑い トバッチリ三船班」（1973年、NET） - 森山
- 銭形平次（大川橋蔵版）（CX）
  - 第350話「三人の牢破り」（1973年） - 政吉
  - 第368話「兄弟しぐれ」（1973年） - 新助
  - 第531話「八五郎の約束」（1976年） - 真次
  - 第595話「ひとでなし」（1977年） - 幸助
  - 第653話「お紺の初恋」（1979年） - 結城十郎太
  - 第686話「牡丹の花が知っていた」（1979年） - 栄次郎
  - 第737話「大激流」（1980年） - 定吉
  - 第788話「藤娘の謎」 - 第867話「蛇の目かんざしの女」（1981年 - 1984年） - 同心・矢吹圭一郎
  - 第888話「ああ十手ひとすじ!! 八百八十八番大手柄」（1984年） - 同心・矢吹圭一郎
- 遠山の金さん捕物帳 第158話「見捨てられなかった男」（1973年、NET） - 巳之吉
- 戦国ロック はぐれ牙 第8話「昼下がりに影武者を消せ」（1973年、CX） - 一柳和政 / 神谷右近（二役）
- 旗本退屈男 第11話「十字の謎」（1973年、NET）
- 非情のライセンス（NET→ANB）
  - 第1シリーズ
    - 第17話「兇悪の友」（1973年） - 市川俊男
    - 第36話「兇悪の子猫たち」（1973年） - 五郎

  - 第2シリーズ 第59話「兇悪の三億円」（1975年） - 柿本昌夫
  - 第3シリーズ 第16話「兇悪の砂・事故死を運ぶ女」（1980年） - 井川
- 荒野の用心棒（1973年、NET）
  - 第23話「叛逆砦に陽はまた昇り…」 - 宮川小四郎
  - 第38話「暗殺の兇弾は暁に炸裂して…」 - 真田信濃守
- 必殺シリーズ（ABC）
  - 必殺仕置人 第16話「大悪党のニセ涙」（1973年） - 仙八
  - 新・必殺仕置人 第33話「幽霊無用」（1977年） - 伊之助
  - 必殺仕事人 第70話「慕い技 神輿暴れ突き」（1980年） - 雲井望郷
  - 必殺仕舞人 第2話「さんさ時雨は涙雨」（1981年） - 三浦
  - 必殺仕事人III 第27話「暴力塾生にいじめられたのは順之助」（1983年） - 林又四郎
  - 必殺仕事人V 第6話「りつ、減量する」（1985年） - 嘉ヱ門
  - 必殺仕事人V・激闘編 第1話「殺しの番号壱弐参」（1985年） - 神尾将監
- 江戸を斬る（TBS）
  - 江戸を斬る 梓右近隠密帳 第4話「忠弥 槍の別れ」（1973年） - 三浦孫太郎
  - 江戸を斬るII 第27話「陰謀の嵐」（1976年） - 野中英二郎
  - 江戸を斬るIII 第14話「嫁も姑も意地っ張り」（1977年） - 政吉
  - 江戸を斬るV 第16話「紫頭巾の復讐鬼」（1980年） - 乾新之丞
  - 江戸を斬るVI（1981年）
    - 第18話「辻斬り赤法師」 - 宮田源之介
    - 第22話「子鈴に誓った恋三味線」 - 山崎清太郎

  - 江戸を斬るVII 第8話「邪剣断った白頭巾」（1987年） - 朝倉竜之介
- アイフル大作戦 第32話「ドヒャーッ! 仕掛けて仕損じなし」（1973年、TBS） - 森本淳
- 顔で笑って 第9話「あゝ悲恋の秋」（1973年、TBS） - 松任谷正志
- どてらい男（1973年 - 1975年、KTV） - 海野
- 伝七捕物帳 （NTV）
  - 第10話「心中、おたか観世音」（1973年） - 吉次郎
  - 第112話「執念の投げ十手」（1976年） - 安太郎
- ぶらり信兵衛 道場破り 第29話「ともしび」（1974年、CX） - 牢帰りの栄次
- おしどり右京捕物車 第4話「妖」（1974年、ABC） - 源次
- 事件狩り 第12話「真実の愛は哀しく美しい」（1974年、TBS）
- 右門捕物帖 第26話「人質」（1974年、NET） - 清七
- ご存じ金さん捕物帳 第8話「殺しが結んだ夫婦医者」（1974年、NET） - 望月昌平
- 遠山の金さん（NET→ANB/東映） 
  - 第1シリーズ
    - 第31話「明日に別れの賽を振れ!!」（1975年） - 伊三次
    - 第87話「お白州で実った恋」（1977年） - 六平

  - 第2シリーズ 第28話「地獄極楽 蛇の目傘」（1979年） - 仙吉
- この指とまれ（1975年、KTV）
- 破れ傘刀舟 悪人狩り（NET）
  - 第26話「生きていた女」（1975年） - 秋山大次郎
  - 第53話「真夜中の狂刃」（1975年） - 小森陽之介
  - 第93話「大江戸の黒い霧」（1976年） - 大内正二郎
  - 第101話「暗黒街の罠」（1976年） - 平吉
- 影同心 第9話「あぶな絵殺し節」（1975年、MBS） - 伊之助
- ふりむくな鶴吉 第31話「お吉火事場くどき」（1975年、NHK） - 常吉
- けんか安兵衛 第11話「仇討たれ」（1975年、KTV） - 柄本兵馬
- Gメン'75 第25話「助教授と女子大生殺人事件」（1975年、TBS） - 大賀助教授
- 徳川三国志 第5話「南海のあばれ竜」（1975年、NET） - 鄭芝龍
- 逢えるかもしれない（1976年、CX）
- 十手無用 九丁堀事件帖 第22話「江戸の町から魚が消えた!」（1976年、NTV） - 杉浦仙四郎
- 俺たちの旅 第24話「男の道はきびしいのです」（1976年、NTV） - 東西運輸・村岡営業部長
- 大都会シリーズ（NTV）
  - 大都会 闘いの日々 第12話「女ごころ」（1976年） - 木元健一
  - 大都会 PARTIII 第4話「吠えるショットガン」（1978年） - 増田和義
- 江戸の旋風（CX）
  - 同心部屋御用帳 江戸の旋風II 第16話「幽霊の影」（1976年）
  - 同心部屋御用帳 江戸の旋風IV 第20話「乱菊・五段打ち」（1979年） - 新三
- お耳役秘帳 第15話「異聞隠密ばなし」（1976年、KTV） - 日向新兵ヱ
- 横溝正史シリーズ / 悪魔が来りて笛を吹く（1977年、MBS） - 出川刑事
- 特捜最前線（ANB）
  - 第21話「胡蝶の舞の女」（1977年） - 氷室
  - 第75話「面影・密告してきた女!」（1978年） - 早川オサム
  - 第298話「カナリアを飼う悪徳刑事!」（1983年） - 城南署捜査一係・高山刑事
- 破れ奉行（1977年、ANB）
  - 第9話「暗黒街のふたり」 - 友三郎
  - 第39話「さらば! 深川奉行」（1977年） - 松蔵
- 新幹線公安官 第6話「逃亡・二十四時間の謎」（1977年） - 脱獄囚・小泉
- 桃太郎侍（NTV）
  - 第56話「夜空に飛んだ流れ星」（1977年） - 流れ星の半次郎
  - 第89話「家出した放蕩おやじ」（1978年） - 天満屋清吉
  - 第133話「千代田の濠に咲く友情」（1979年） - 酒井仙十郎
- 俺たちの朝 第47話「シドニーと燃える男とお先真っ暗」（1977年、NTV） - 広田
- 八甲田山（1978年、MBS） - 斉藤曹長
- 新五捕物帳（NTV）
  - 第13話「おはぐろどぶに咲いた恋」（1978年） - 太吉
  - 第61話「祭り囃子に来た男」（1979年） - 喜助
- 暴れん坊将軍（ANB）
  - 吉宗評判記 暴れん坊将軍
    - 第19話「纏持（おとこ）の詩」（1978年） - 戸田弥八郎
    - 第38話「黒潮の渦を斬る女」（1978年） - 徳川宗直

  - 暴れん坊将軍II 第127話「男の約束! 紀州の海鳴り!」（1985年） - 徳川宗直
- 土曜ワイド劇場（ANB→EX / ABC）
  - 自我の構図 愛と死（1978年）
  - 妖精の美女 江戸川乱歩の黄金仮面（1978年） - 浦瀬
  - 女弁護士 朝吹里矢子3 囁く手首の謎（1979年）
  - 京舞妓殺人事件 恐怖の浮気出張（1980年） - 桜木
  - 江戸川乱歩の幽鬼の塔 五重塔の美女（1981年） - 三田村
  - 逃げるヌードモデル（1984年）
  - 不倫の女（1984年）
  - 写楽殺人事件（1993年）
  - 第一級殺人弁護3 下着トリックの謎（2005年） - 菅崎部長刑事
  - 温泉 (秘) 大作戦9（2010年） - 阿部竜作
  - おかしな刑事 居眠り刑事とエリート女警視の父娘捜査11 女性弁護士殺人・池袋23時〜荒川水門24時、空白の60分!（2014年） - 吉沢紘一
- 日曜恐怖シリーズ / 白髪鬼（1978年、KTV）
- 風鈴捕物帳 第3話「風小僧の子守唄」（1978年、ANB） - 風小僧
- 赤穂浪士（1979年、ANB） - 前原伊助
- 半七捕物帳 第19話「湯屋の二階」（1979年、ANB） - 新吉
- 江戸の牙 第1話「炎上! 赤馬を斬れ」（1979年、ANB） - 榊真八郎
- 影の軍団シリーズ（KTV）
  - 服部半蔵 影の軍団 第7話「標的は謎の女」（1980年） - 弥太郎
  - 影の軍団II 第10話「幽霊が残した赤い椿」（1981年） - 犬飼典膳
- 斬り捨て御免!（12ch→TX）
  - 第1シリーズ 第2話「炎と燃える三十六番所の灯 後編」（1980年） - 三田村進吾
  - 第2シリーズ 第25話「鬼番所皆殺しの罠」（1981年） - 会津市兵衛
  - 第3シリーズ 第22話「今あかす翁の御前の正体」（1982年） - 森軍兵衛
- 雪姫隠密道中記 第17話「命を賭けた韋駄天走り -豊川-」（1980年、MBS） - 勘助
- 長七郎天下ご免!
  - 第14話「殴り込み! 鉄火娘」（1980年） - 栄吉
  - 第30話「なみだが笑った嫁御寮」（1980年） - 渥美屋清吉
- 鬼平犯科帳（ANB）
  - 第1シリーズ 第24話「おみね徳次郎」（1980年） - 徳次郎
  - 第2シリーズ 第24話「おみねは見た」（1981年） - 青堀の弥三郎
  - 第3シリーズ 第12話「尻毛の長右衛門」（1982年） - 布目の半太郎
- 大捜査線（1980年、CX）
  - 第21話「哀しみの一弾」 - 小宮哲夫
  - 第42話「君は人のために死ねるか」
- 柳生あばれ旅（1980年 - 1981年、ANB） - 徳川家光
- 悪党狩り 第17話「八年目の真実」（1981年、12ch / 東映） - 稲妻の栄吉
- 愛の滑走路'81（1981年、TBS）
- 時代劇スペシャル / 血槍富士（1981年、CX） - 酒匂小十郎
- ザ・ハングマンシリーズ（ABC）
  - ザ・ハングマンII 第2話「女王がなめた苦い水」（1982年） - 宮地洋平
  - ザ・ハングマン4 第11話「銃撃戦が生中継される!」（1984年） - 服部
- 柳生十兵衛あばれ旅（1982年 - 1983年、ANB） - 徳川家光
- 源九郎旅日記 葵の暴れん坊 第40話「春を待つ夫婦だるま」（1983年、ANB / 東映） - 津田重次郎
- 松平右近事件帳 第46話「ふたりのおらん」（1983年、NTV） - 仙次
- 眠狂四郎円月殺法 第13話「いのち花わかれ盃情炎剣」（1983年、TX） - 片倉新九郎
- 火曜サスペンス劇場（NTV）
  - 妻たちの昼下り（1983年） - 小森刑事
  - 姉は二度死んだ（1984年）
  - 季節はずれのサンタクロース（1985年）
- 若き血に燃ゆる〜福沢諭吉と明治の群像（1984年、TX）
- 長七郎江戸日記 第61話「寛永御前試合 竜 立て!」（1985年、NTV） - 朝倉新十郎
- 金曜女のドラマスペシャル / 女が階段を上る時（1985年、CX）
- 誇りの報酬 第47話「九回裏二死満塁」（1986年、NTV） - 安岡刑事
- 夏樹静子サスペンス（KTV）
  - 疑惑の五人 私が殺した!（1986年）
  - 質屋の扉（1986年3月24日） - 常本功店長
- 木曜ゴールデンドラマ / 愛と憎しみのいのち（1987年、YTV）
- 女ふたり捜査官 第20話「犯されて赤い殺意」（1987年、ABC）
- ジャングル 第13話「逮捕のあと」（1987年、NTV） - 宮原検事
- 銭形平次（風間杜夫版） 第2話「涙は無用・忍術父娘」（1987年、NTV） - 成瀬九十郎、山脇源内（二役）
- もっとあぶない刑事 第23話「心痛」（1989年、NTV） - 池上修治
- はぐれ刑事純情派（ANB）
  - 第2シリーズ 第22話「淋しい女の殺意」（1989年） - 高沢広明
  - 第4シリーズ 第9話「整形美容人妻の復讐」（1991年） - 都築昌也
- ラストダンス（1990年、THK）
- 鬼平犯科帳（CX）
  - 第1シーズン 第20話「山吹屋お勝」（1990年） - 関宿の利八
  - 第6シーズン 第3話「泥亀」（1995年） - 関沢の乙吉
  - 第8シーズン 第7話「同門対決」（1998年） - 長沼又兵衛
- 女忍かげろう組 弐（1990年、NTV） - 夏目采女正
- 勝海舟（1990年、NTV） - 小野友五郎
- 文五捕物絵図 男坂界隈（1991年、NTV）
- あばれ八州御用旅 第1シリーズ 第12話「東州斉写楽を斬れ!」（1991年、TX） - 斎藤市兵衛
- 世にも奇妙な物語 / もれパス係長（1992年、CX） - 藤沢部長
- 将軍家光忍び旅II 第1話「暗雲ただよう中山道! 家光を狙う妖しい美女と謎の黒幕!」（1992年、ANB）- 井伊掃部頭直孝
- 風林火山（1992年、NTV） - 今川義元
- 湘南女子寮物語（1993年、ANB）
- 闇を斬る!大江戸犯科帳 第14話「筆頭老中への陰謀」、第22話「闇奉行死す!」（1993年、NTV） - 徳川家斉
- 連続テレビ小説（NHK）
  - 春よ、来い（1995年)
  - 虎に翼（2024年） - 水沼淳三郎
- 姫将軍大あばれ（1995年 - 1996年、TX） - 柳生宗矩
- 名奉行 遠山の金さん 第7シリーズ 第21話「消された刺青 仮面の裏の悪魔」（1996年、ANB） - 伊勢屋久兵衛 / 血頭の久蔵
- 刑事追う! 第4話「陰画」（1996年、TX） - 戸村精一
- 虹色定期便（1997年、NHK-ETV） - フェンリル将軍
- 月曜ドラマスペシャル / ブライダルコーディネーターの事件簿2 名古屋嫁とり殺人事件!（1998年、TBS） - 伊達金伍
- 金曜エンタテイメント（CX）
  - 殺人美容室（1998年） - 葉山専務　
  - 赤い霊柩車11 棺の中の花嫁（1999年）
  - 所轄刑事2 〜必死の生活安全課〜（2005年） -  日比野進
- サイコメトラーEIJI 第2シリーズ 第9・10話「Last Revolution（前・後編）」（1999年、NTV） - 牧原剣之介
- 金田一少年の事件簿 第3シーズン 第1・2話「幽霊客船殺人事件（前・後編）」（2001年、NTV） - 鹿島伸吾
- 女と愛とミステリー / 絆（2002年、TX） - 裁判長
- 子連れ狼（北大路欣也版） 第二部 第11話「大五郎と雨を待つ女愛と裏切りの死闘!」（2003年、ANB） - 堀越軍太夫
- ああ探偵事務所 第4話「捨てられた花嫁! ホスト残酷物語」（2004年、EX） - 神崎
- ミステリー民俗学者 八雲樹 第8話「やまんばに呪われた村」、第9話「やまんばに呪われた村・解決編」（2004年、EX） - 後藤田公三
- 仮面ライダー剣 第38話「運命を掴む者」 - 第46話「支配者の封印 」（2004年、EX） - 天王路博史
- 月曜ミステリー劇場 / 弁護士・朝吹里矢子4 証言拒否の謎（2005年、TBS） - 馬越憲造
- 水曜ミステリー9（TX）
  - 銀座高級クラブママVS熱海老舗旅館女将（2005年） - 久留米次郎
  - 食い道楽!出張料理人 亀崎源一（2006年） - 板倉祐司 商工会長
  - 神楽坂署生活安全課4 ご近所トラブル殺人事件（2008年） - ダイアイ不動産幹部
  - 不倫調査員・片山由美12 黒の環状線（2012年） - 藤堂宗治
- GO!GO!HEAVEN!（2005年、TX） - 萩野龍太郎
- ドラマ・コンプレックス / 銭華 銀座ホステス株バトル（2006年、NTV） - 山之内
- 月曜ゴールデン（TBS）
  - 税務調査官・窓際太郎の事件簿14 故郷の高知で殺人事件!!（2006年） - 民自党代議士・仙波庄二郎
  - 家庭教師が解く! 〜殺人方程式の推理ドリル〜（2013年） - 松尾孝三
  - 赤かぶ検事奮戦記5（2015年） - 江田寅吉
- 弁護士のくず 第9話「夫婦三十年の追憶」（2006年、TBS） - 岡田常務
- こちら森中探偵堂（2006年、TBS）
- 長い長い殺人（2007年、WOWOW）
- エゴイスト 〜egoist〜（2009年、THK） - 朝倉保
- 特命係長 只野仁4 第37話「女子プロボウラー 殺しのストライク」（2009年、EX） - 電王堂製作部部長・平田浩次
- テレビ朝日開局50周年記念 / 刑事一代 平塚八兵衛の昭和事件史（2009年、EX）
- ドラマスペシャル 白洲次郎 第3回「ラスプーチンの涙」（2009年、NHK） - 桐山議員
- 宿命 1969-2010 -ワンス・アポン・ア・タイム・イン・東京-（2010年、ABC） - 笹山太一
- 警部補 矢部謙三 episode2「決死の潜入捜査 阻め!悪魔の細菌兵器」（2010年） 蜷川錠太郎
- 金曜プレステージ（CX）
  - 浅見光彦シリーズ38 十三の冥府（2010年） - 湊博之
  - 弁護士 朝吹里矢子1 古都・稚い証言にゆらぐ老舗（2010年） - 松浦春次
- 相棒 season9 第14話「右京のスーツ」（2011年、EX） - 安藤総一郎
- 陽はまた昇る 最終話「卒業〜さらば愛しき教官」（2011年、EX） - 久保田警視総監
- 匿名探偵（2012年、EX） - バーテンダー
- 名もなき毒 第5話 - 最終話（2013年、TBS） - 古屋明俊
- 鼠、江戸を疾る 第2話「盗まれた恋文」（2014年、NHK） - 田之上忠義
- スペシャルドラマ / 黒蜥蜴（2015年、KTV） - 赤松警視総監
- 松本清張ドラマスペシャル・地方紙を買う女〜作家・杉本隆治の推理（2016年、EX） - ボーイ
- 日曜ワイド / 鉄道捜査官17 しなの鉄道「ろくもん」3号車の罠 人気観光列車から消えた美女の謎（2017年、EX） - 小堀忠夫
- 日曜劇場 / 下町ロケット ヤタガラス編 第11話「最後の大逆転なるか 悪党たちに立ち向かえ夢に向かって走れ!」（2018年、TBS）

### 映画
- 柔旋風 怒涛の対決（1965年、松竹） - 津崎公平
- 夕陽の恋人（1969年、松竹） - 二宮和人
- 海はふりむかない（1969年、松竹） - 周吉
- 風の慕情（1970年、松竹） - 郷田実
- 姿三四郎（1970年、松竹） - 戸田雄次郎
- 波止場女のブルース（1970年、松竹） - 広田一政
- 誰かさんと誰かさんが全員集合!!（1970年、松竹） - 村山ヒロシ
- めまい（1971年、松竹） - 秋律徹
- あまから物語 おんなの朝（1971年、松竹） - 栄夫
- 可愛い悪女（1971年、松竹） - 旗信太郎刑事
- 喜劇 夜光族（1971年、松竹） - 太郎
- 喜劇 誘惑旅行（1972年、松竹） - 司会
- あゝ声なき友（1972年、松竹） - 松本軍一
- 可愛い悪女 殺しの前にくちづけを（1972年、松竹） - 旗信太郎刑事
- 祭りだお化けだ全員集合!!（1972年、松竹） - 武
- 音楽（1972年、ATG） - 江上隆一
- 男じゃないか 闘志満々（1973年、松竹） - 山本諒平
- ときめき（1973年、松竹） - 杉井久
- としごろ（1973年、松竹） - 沼田正樹
- ひとつぶの涙（1973年、松竹） - 吉岡久男
- 必殺仕掛人（1973年、松竹） - 為吉
- 人間革命（1973年、東宝） - 山平忠平
- 野良犬（1973年、松竹） - 新聞記者
- 怒れ毒蛇 目撃者を消せ（1974年、松竹） - 沼沢
- 涙のあとから微笑みが（1974年、松竹） - 坂井
- 喜劇 女子学生・華やかな挑戦（1975年、松竹） - 青山二郎
- 続 愛と誠（1975年、松竹） - 天地大介
- 港のヨーコ・ヨコハマ・ヨコスカ（1975年、松竹） - 松永誠一
- はだしの青春（1975年、松竹） - 泉沢明
- 新どぶ川学級（1976年、日活） - 主演・須藤茂夫
- 続・人間革命（1976年、東宝） - 山平忠平
- 風立ちぬ（1976年、東宝） - 結城真次郎
- 雨のめぐり逢い（1977年、松竹） - 藤本主任
- ふりむけば愛（1978年、東宝） - 大河内修
- あゝ野麦峠（1979年、東宝） - 足立春夫
- 残虐! 狂宴の館（1980年、ダルマタ・フィルム=ホリ企画） - 革命家・太郎 ※日本・スペイン合作映画
- あいつとララバイ（1983年、東宝） - 相沢卓
- 零戦燃ゆ（1984年、東宝） - 空技廠担当官
- 最後の博徒（1985年、東映） - 滝内登志夫
- 俺ら東京さ行ぐだ（1985年、松竹） - カメラマン
- 暗号名 黒猫を追え!（1987年、プロダクションU） - 野々村徹
- 丹波哲郎の大霊界 死んだらどうなる（1989年、松竹富士） - 戸田武
- やくざ道入門（1994年、バンダイビジュアル） - 医者
- ウルトラシリーズ
  - ウルトラマンゼアス2 超人大戦・光と影（1997年、松竹） - 薩摩萬隊長
  - ウルトラマンメビウス&ウルトラ兄弟（2006年、松竹） モロボシ・ダン
  - 大決戦!超ウルトラ8兄弟（2008年、松竹） - モロボシ・ダン
  - 大怪獣バトル ウルトラ銀河伝説 THE MOVIE（2009年、ワーナー・ブラザース映画） - モロボシ・ダン
  - ウルトラマンゼロ THE MOVIE 超決戦!ベリアル銀河帝国（2010年、松竹） - ウルトラセブンの声
  - ウルトラマンサーガ（2012年、松竹） - モロボシ・ダン
  - 劇場版 ウルトラマンオーブ 絆の力、おかりします!（2017年、松竹） - モロボシ・ダン
- 必殺始末人（1997年、松竹） - 白鳥右京
- 十三通目の手紙（2004年、十三通目の手紙製作委員会） - 佐藤
- ペルソナ（2008年、『ペルソナ』フィルムパートナーズ）
- Happyダーツ（2008年、クロックワークス）
- 秋葉男Z（2009年、アップリンク） - 薩摩都知事
- ホームカミング（2011年、クロックワークス） - 花森寛治
- ネオン蝶 第二幕（2013年、オールインエンタテインメント） - 森田
- 地球防衛未亡人（2014年、トラヴィス） - タマオカ長官
- 浄霊探偵（2015年、ベストブレーン / ソリッドフィーチャー） - 天界公人 役[25]
- デルシネ「エル・シュリケンvs新昆虫デスキート」（2016年、吉本興業） - 富永教授
- イタズラなKiss THE MOVIE 3 〜プロポーズ編〜（2017年、ギャガ・プラス）
- 四月の永い夢（2018年、ギャガ・プラス）
- セカイイチオイシイ水〜マロンパティの涙（2019年9月21日公開 ）- 横井会長 役
- HE-LOW THE SECOND（2019年）
- それいけ!ゲートボールさくら組（2023年） - 金原巌

### オリジナルビデオ
- 狙撃2 THE SHOOTIST（1990年、東映ビデオ）
- 極道ステーキ（1991年、東映ビデオ）
- C.C.ガールズ ファーストラン・風を抱きしめて（1992年、ポニーキャニオン）
- サイレントメビウス外伝 幕末闇婦始末記（1993年、バンダイビジュアル） - 勝海舟
- ウルトラマンVS仮面ライダー（1993年、東映 / 円谷プロダクション / 東映ビデオ）
- 味見師竜馬 性のソムリエ（1996年、ホワイトプランニング）
- 触覚記 女教師・秘戯レッスン（1996年、ジャパンホームビデオ）
- くりいむレモン・エスカレーション 天使の翼（1997年、JVD）
- 勝算 ODDS（1997年、徳間ジャパンコミュニケーションズ）
- 平成ウルトラセブン
  - ウルトラセブン誕生30周年記念3部作（1998年、バップ） - モロボシ・ダン、ナレーター
  - ウルトラセブン1999最終章6部作（1999年、バップ） - モロボシ・ダン、ナレーター
  - ウルトラセブン誕生35周年“EVOLUTION”5部作（2002年、バップ） - ナレーター
- 怨霊（1999年、イメージファクトリー）
- TERRORS 怨霊郷 GHOST VILLAGE（2001年、ビームエンタテインメント）
- ムラマサ（松竹） - 柳生剣聖
  - ムラマサ 四ノ章 鴉（2004年）
  - ムラマサ 五ノ章 羅刹（2005年）
  - ムラマサの怨念（2005年）
- ウルトラマンメビウス外伝 ゴーストリバース（2009年、バンダイビジュアル） - ウルトラセブンの声
- ウルトラマンゼロ外伝 キラー ザ ビートスター（2011年、バンダイビジュアル） - ウルトラセブンの声
- 裏切りの仁義 (2017年、オールインエンタテインメント)
- 裏切りの仁義2 (2017年、オールインエンタテインメント)

### 舞台
- シェルブールの雨傘（1983年、博品館劇場）
- 遠山の金さん（1984年、新歌舞伎座）
- トラップ一家物語（1991年、イマジンミュージカル）
- サウンドオブミュージック（1991年、イマジンミュージカル）
- 坂本龍馬（1992年、新神戸オリエンタル劇場） - 中岡慎太郎
- 晴姿若様剣法（1994年、新宿コマ劇場）
- ミュージカル 魔法使いサリー（2001年、劇団スターキャスト）
- ウルトラマンフェスティバル2001 ライブステージ（2001年、円谷プロ） - ウルトラセブン（声）
- 平手造酒 外伝（2002年、ル テアトル銀座）
- 名奉行とおとこ纏（2003年、新宿コマ劇場）
- 月形半平太（2006年、新歌舞伎座）
- ウルトラマンプレミアステージ 星空の涙（2007年、円谷プロ） - モロボシ・ダン / ウルトラセブン（声）
- ウルトラマンプレミアステージ2 命の星（2008年、円谷プロ） - モロボシ・ダン / ウルトラセブン（声）
- 飛騨高山ウルトラヒーローレジェンドステージ（2008年、円谷プロ） - モロボシ・ダン / ウルトラセブン（声）
- ウルトラマンプレミアステージ3 希望の光（2009年、円谷プロ） - モロボシ・ダン / ウルトラセブン（声）
- 奇跡のメロディー  渡辺はま子物語（2010年、東宝 / シアタークリエ）
- 独りぼっちの地球人 feat.ULTRASEVEN（2013年、円谷プロ） - 警備員

### その他のテレビ番組
- 全員出席!笑うんだってば（1989年、NTV） - 番組内コント「地球戦士フリルマン」モロボシ隊長役
- ウッチャンナンチャンのやるならやらねば!（1992年、CX） - 番組内コント「ウチムラセブン」キリカブ隊長役

### OVA
- ロボットカーニバル「プレゼンス」（1987年、バンダイ） - 主人公

### 吹き替え
- 三つの恋の物語（カーク・ダグラス）
- 警部マクロード
- 名探偵ダウリング神父

※いずれもNHK

### ゲーム
- ロストヒーローズ BONUS EDITION（2015年2月5日、ニンテンドー3DS） - ウルトラセブン 役
- ロストヒーローズ2（2015年2月5日、ニンテンドー3DS） - ウルトラセブン 役

### CM
- エメロンシャンプー(1970年)
- トヨタ クラウン（6代目 S11後期型）（山村聡と共演）[26]
- 花王 ハローハブラシ
- キリンビール 21世紀ビール※かつての歴代ウルトラ戦士である黒部進・団時朗・篠田三郎と共演。
- ロッテ 雪見だいふく※篠原ともえと共演し、バナナでアイスラッガーを披露した。
- ロッテ ふんわりクレープ
- NEC パソコン・キャンビー
- コカ・コーラ ジョージア - ウルトラセブンの声
- D3PUBLISHER 地球防衛軍3 PORTABLE THE COMMERCIAL - 玉岡長官
- デアゴスティーニ・ジャパン 週刊 ウルトラセブン ポインターをつくる

### イベント
- ウルトラマンの映画館（2014年4月27日） - ゲスト （札幌映画サークル主催）
- ウルトラマンフェスティバル2017 特別イベント「レジェンドナイト」（2017年8月25日） - ゲスト（ひし美ゆり子、切通理作、安東弘樹も登壇）
ほか多数

### 配信ドラマ
- ウルトラセブン IF Story 『55年前の未来』（2023年11月25日、TSUBURAYA IMAGINATION） - 薩摩次郎

### テレビアニメ
- 怪人開発部の黒井津さん（第7話ナレーション）

### 玩具
- ウルトラレプリカ メビウスブレス -ULTRA BROTHERS EDITION-（2024年3月）

### その他
- CD 音の怪獣図鑑 VOL.2（1994年） - モロボシ・ダンの声でのナレーター
- THE SLUT BANKS「PIKA-BANG」 プロモーションビデオ
- CANTA 「セブン」アルバムジャケット

## 音楽

### シングル
- 夢の糸 / あやまちは愛のアリバイ（1984年、東芝EMI）

### アルバム
- ジョリーシャポー 〜悠久（とき）〜（2008年、ジョリーシャポー）  - 森次自身によるシャンソンバージョンのウルトラセブン主題歌などを収録したアルバム。また封入特典DVDには、ダンディー4こと黒部進、森次、団時朗、高峰圭二の4人によるジョリーシャポーでの座談会の模様が収録されている。

## 著書

### 単著
- 『ダン〜モロボシダンの名をかりて〜』扶桑社、1998年。ISBN 4-594-02394-0。
  - 扶桑社文庫、2000年2月。ISBN 978-4594028572。

### 共著
- 『ダンとアンヌとウルトラセブン 森次晃嗣・ひし美ゆり子2人が語る見どころガイド』ひし美ゆり子と（2021年2月、小学館）ISBN 978-4093887977

## その他
- 『ウルトラ怪獣擬人化計画 feat.POP Comic code』 - 第28話・第29話「この星で暮らしこの星を守る」（前後編）で登場人物らが、森次が経営する「JOLI CHAPEAU」 を訪れ、森次と対面する。コミックス第2巻（秋田書店、2016年、ISBN 9784253141178）に収録。